# Siatoutanda

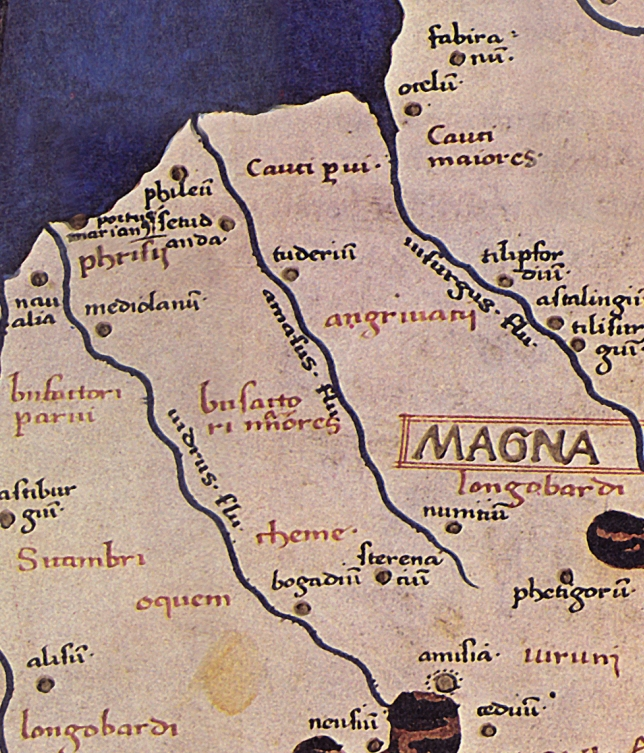
Lage von Siatoutanda nach Ptolemaios

Siatoutanda (altgriechisch Σιατουτάνδα; lateinisch Siatutanda) ist ein Ortsname, der von Ptolemaios in seinem um das Jahr 150 erstellten Koordinatenwerk Geographia (Ptolemaios 2, 11, 12) als einer der im nördlichen Germanien, in der Nähe der Meeresküste liegenden Orte (πόλεις), und zwar als der zweitwestlichste Ort, zwischen Flevum und Tekelia mit 29° 20' Länge (ptolemäische Längengrade) und 54° 20' Breite angegeben wird.

## Lokalisation
Bisher konnte der laut Ptolemäus in der Germania magna befindliche Ort nicht sicher lokalisiert werden. Ein interdisziplinäres Forscherteam um Andreas Kleineberg, das die ptolemäischen Koordinaten von 2006 bis 2009 neu untersuchte und interpretierte, lokalisiert zurzeit Siatoutanda auf dem Gebiet bei Lathen im Emsland in Niedersachsen.